# 菊池武房
菊池 武房（きくち たけふさ）は、鎌倉時代中期の武将。菊池氏の第10代当主。第9代当主・菊池隆泰の三男。蒙古襲来に際して一族を挙げて戦い、その活躍が『蒙古襲来絵詞』に描かれている。

## 生涯
文永11年（1274年）の文永の役では弟の赤星有隆とともに、上陸して赤坂まで進出してきた元軍を破り、元軍主力を麁原（そはら）へ、一部は別府（べふ）の塚原まで撃退する武功を挙げた。元軍を破った菊池勢100余騎は元兵の首を多数つけて帰陣した（赤坂の戦い）。
文永10年（1273年）5月に執権と連署を務めた北条政村が死去した際に、政村の甥で娘婿である北条実時に宛てて「お悔やみを申し上げたいが、異国の事により鎮西の地頭御家人は参向してはならないとの御教書ですので、参拝する事できず残念です。」との書状を送っている。
弘安4年（1281年）の弘安の役でも活躍して武功を挙げた。しかし朝廷から甲冑を賜っただけで幕府からの行賞がなく、武房は反幕府へ傾いていたという。役の4年後の弘安8年（1285年）3月26日に41歳で死去し、後を孫の菊池時隆が継いだ。
大正4年（1915年）11月10日、従三位を贈られた。